# Dives
Dives là một chi chim trong họ Icteridae.